# 五明忠人
五明忠人 (ごめい ただと、1933年 - 没年不明）は、日本の映画プロデューサー。東宝プロダクションで主力プロデューサーを務めた。
長野県出身。東京大学文学部卒業。

## 映画
- てなもんや幽霊道中 (1967年)
- クレージーの怪盗ジバコ (1967年)
- ドリフターズですよ!前進前進また前進 (1967年)
- ザ・タイガース 世界はボクらを待っている (1968年)
- ドリフターズですよ!冒険冒険また冒険 (1968年)
- ザ・タイガース 華やかなる招待 (1968年)
- 愛のきずな  (1969年)
- 昭和ひとけた社長対ふたけた社員 (1971年)
- 昭和ひとけた社長対ふたけた社員 月月火水木金金 (1971年)